# Satra II
Satra II (nazwa pochodzi od bośniackich słów „Sarajevski tramvaj”) – typ dwuczłonowego, przegubowego tramwaju eksploatowanego przez przedsiębiorstwo JKP GRAS w Sarajewie. Wozy Satra II powstały w wyniku modernizacji starszych tramwajów typu Tatra K2 produkcji czechosłowackiej.

## Historia
Po zakończeniu wojny w Bośni i Hercegowinie tabor tramwajowy w Sarajewie był częściowo zniszczony. W 1998 r. czeska firma Pars DMN Šumperk we współpracy z ČKD Dopravní systémy dostarczyła do miasta pierwszy tramwaj typu Satra II. W 2001 r. między JKP GRAS a konsorcjum złożonym z firm Pars nova i Siemens podpisano umowę na dostawę 25 modernizowanych tramwajów Satra II i 12 sztuk częściowo niskopodłogowych wozów Satra III. Pierwsze przebudowane tramwaje pojawiły się w Sarajewie w 2004 r.

## Modernizacja
Zakres modernizacji Tatr K2 na typ Satra II jest zbliżony do tego z brneńskich tramwajów Tatra K2R i bratysławskich K2S. Nadwozie poddano remontowi, zamontowano nowe czoła z tworzyw sztucznych zaprojektowane przez architekta Patrika Kotasa. Wyremontowano także wnętrze: plastikowe siedzenia zastąpiono tapicerowanymi, wymieniono oświetlenie, okna (nowe posiadają uchylne lufciki), ogrzewanie, wykładzinę. W miejsce drzwi harmonijkowych zamontowano dwupłatowe drzwi odskokowo-wychylne wraz z przyciskami otwierania drzwi przez pasażerów. Sterowanie wagonem odbywa się przy pomocy ręcznego nastawnika jazdy. Nowością jest dźwiękowy i wizualny system informacji pasażerskiej. Pantograf nożycowy wymieniono na połówkowy, przetwornicę wirową zastąpiono statyczną. Zainstalowano silniki asynchroniczne firmy Siemens. Prototyp z 1998 r. otrzymał wyposażenie elektryczne ČKD TV14 z tranzystorami IGBT.

## Dostawy
| Państwo              | Miasto         | Lata modernizacji | Liczba | Numery taborowe |       |
| -------------------- | -------------- | ----------------- | ------ | --------------- | ----- |
| Bośnia i Hercegowina | Sarajewo       | 1998–2009         | 12     | 500–511         | [ 2 ] |
| Łączna liczba:       | Łączna liczba: | Łączna liczba:    | 12     |                 |       |

## Eksploatacja
Pierwszy tramwaj Satra II powstał Pars DMN w 1998 r. w wyniku przebudowy wycofanego z eksploatacji w Brnie tramwaju K2 nr 1034. W listopadzie 1998 r. wagon przewieziono do Sarajewa, gdzie jeszcze w tym samym miesiącu zaprezentowano go podczas 113 rocznicy uruchomienia komunikacji miejskiej. Zmodernizowanemu tramwajowi nadano numer taborowy 500. Seryjne dostawy Satr II rozpoczęto latem 2004 r., kiedy to dostarczono prototyp z wyposażeniem elektrycznym firmy Siemens; w Sarajewie otrzymał on numer 501. Wagon nr 501 również powstał w wyniku przebudowy starszego tramwaju, w tym przypadku brneńskiej Tatry K2 nr 1074. Kolejne wagony powstały już w Sarajewie z dawnych Tatr K2YU i przy wykorzystaniu części dostarczonych z zakładów Pars nova i Siemens. W 2008 r. w ruchu liniowym kursowały tramwaje oznaczone numerami 500–511.